# Natur- und Landschaftsmuseum (Bad-Münstereifel)
Das Natur- und Landschaftsmuseum liegt in Bad Münstereifel im Kreis Euskirchen, Nordrhein-Westfalen, im Werther Tor.
Das Werther Tor ist ein Teil der noch komplett erhaltenen und begehbaren Stadtbefestigung. In diesem Tor war zeitweise das Gefängnis untergebracht. Heute beherbergt das Bauwerk das Natur- und Landschaftsmuseum. 1982 restauriert wurde 1998 in der 1. Etage ein begehbares Diorama eingerichtet. Dort sind die drei wichtigsten Vegetationsarten, die es im Umkreis der Stadt gibt, dargestellt, nämlich
- der Buchenwald,
- feuchte Waldwiesen und
- Kalkmagerrasen.

Auf besonderen Darstellungstafeln kann der Besucher den Gesang der entsprechenden Vögel in Gang setzen und anhören. 
Koordinaten: 50° 33′ 25,3″ N, 6° 45′ 52,1″ O